# Tous (Iran)
Pour les articles homonymes, voir Tous.
Tous (en persan : طوس / Ṭus, ou توس / Tus, Tuss ou Touss : translittérations alternatives de توس) est une ville du nord-est de l'Iran, située près de Machhad, dans la province du Khorassan-e Razavi.

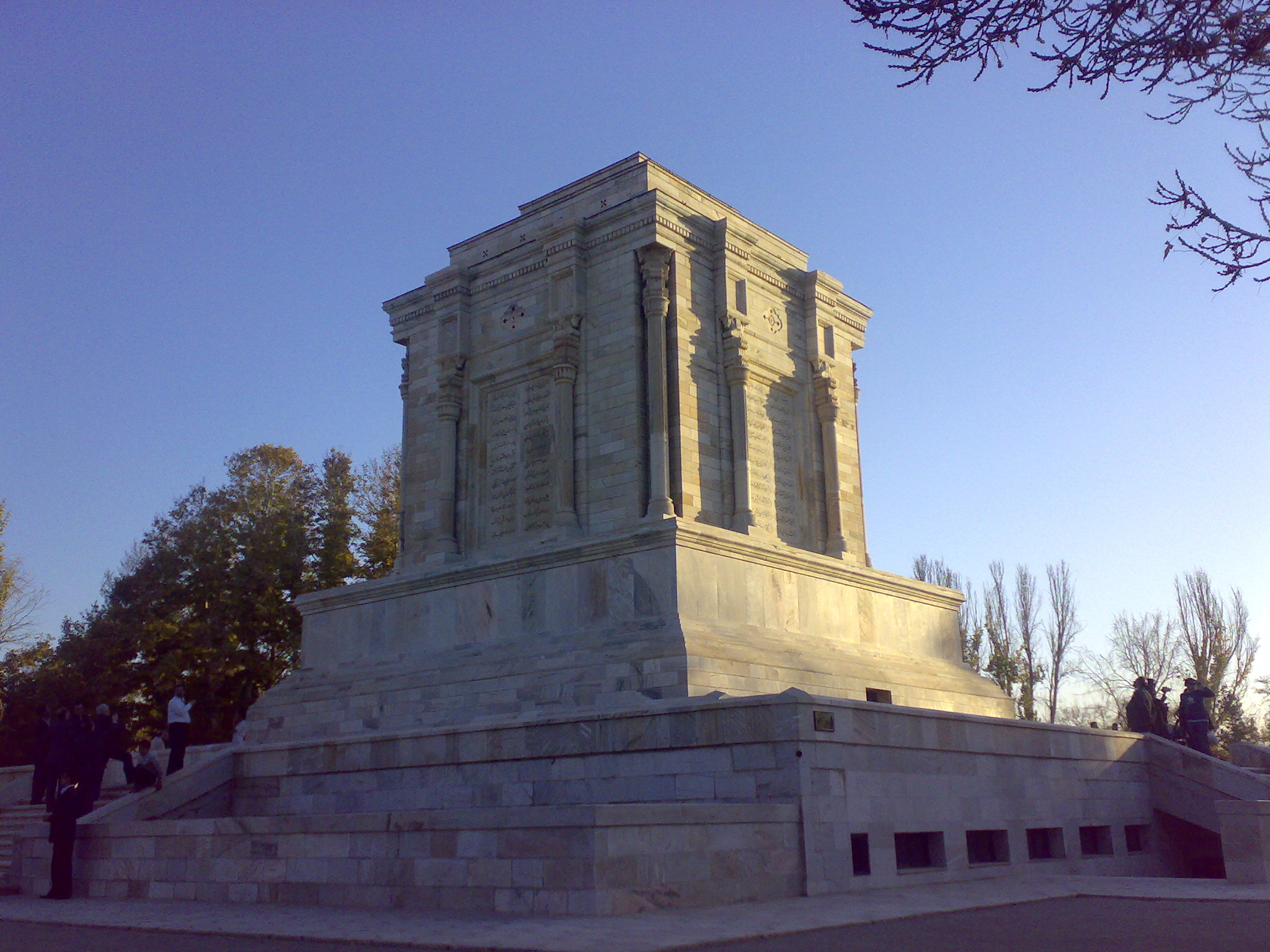
Mausolée du poète Ferdoussi (940-1020)

## Histoire
Tous a vu l'ascension et la chute de nombreuses dominations iraniennes, hellénistiques, parthes, arabes, turques et mongoles : entre autres, la dynastie sassanide.
À l'origine, Tūs est un district qui regroupe plusieurs villes, dont Nawkan (Nauqan) et Tabaran. La présence d'une communauté chrétienne y est attestée dès 497.
En l'an 651, Tous est prise par l'armée des Arabes musulmans du clan abbasside. En 820, le clan iranien islamisé des Tahirides y prend le pouvoir, suivi en 896 par la dynastie samanide. La ville sera encore prise par Mahmoud de Ghazni en 994 et par le turc Toghrul-Beg, le premier des Seldjoukides, l’an 1037. Tûs se trouve alors en guerre contre Nishapur. La défaite conduit au massacre des habitants de Tûs. En 1072, Tûs est cédée à Nizam al-Mulk.
Dès le Xe siècle, la région est connue pour ses mines de turquoise, de cuivre et d'antimoine. Mais Tûs ne peut rivaliser avec sa voisine Nishapur. En 1116 éclatent des émeutes dirigées contre les sunnites. Une enceinte est édifiée en 1121 pour prévenir ce genre d'attaques. En 1153, Tûs est tout de même envahie par les Turcs Oghouzes et la mosquée est détruite. En 1200 ou 1201, la ville, assiégée par le Ghoride Ghiyath al-Dln, se rend.
Tous est conquise dans le sang par Gengis Khan en 1220 et devient une possession de l'Ilkhanat Mongol, qui s'étend le long de la route de la soie, jusqu'au XIVe siècle, lorsqu'elle tombe aux mains des Sarbadars, avant d'être, vers 1360, conquise par Tamerlan. Les géographes des XIIIe et XIVe siècles décrivent Tûs comme constituée de deux villes, dont la plus grande est Tābarān. Cette dernière, selon Ibn Battûta, est l'une des plus grandes du Khorasan.
En juillet 1389, Tûs est détruite et sa population massacrée. Bien que l'ordre de la reconstruire ait été donné, elle ne retrouvera jamais son lustre. Deux explications sont avancées : sa situation, dans la plaine, l'exposait aux conquêtes ; la concurrence de sa voisine Machhad a accéléré son déclin. En 1507, Tous est au pouvoir des tribus caravanières turcomanes et ouzbèques. Après la mort de Nader Chah de la dynastie Afcharide en 1747, elle devient une ville afghane de la province de Hérat.
Durant la période Kadjare, l'Empire britannique soutient les Afghans contre l'Iran afin de protéger les intérêts de la Compagnie britannique des Indes orientales. Au terme de ces rivalités, les accords conclus en 1903 donnent Tous à l'Iran et laissent Hérat à l'Afghanistan.

## Monuments
Les orientalistes du XIXe siècle ont décrit le mur d'enceinte, construit en brique, et les ruines de la citadelle.
Le poète Ferdoussi est enterré à Tous. Un mausolée y a été érigé pour honorer sa mémoire sous la dynastie Pahlavi.
Le Haruniyya est réputé être la tombe du calife Hâroun ar-Rachîd. Mais selon Ibn Battuta, le tombeau serait en réalité situé à Machhad al-Rida. Le mausolée pourrait avoir été érigé plutôt en l'honneur du philosophe Abu Hamid al-Ghazali.

## Personnalités
La ville de Tous fut le berceau de plusieurs personnalités de la Perse médiévale :
- le poète Ferdoussi, né vers 940 et mort vers 1020, rédacteur et traducteur à partir du moyen perse du Livre des Rois, l'épopée mythologique persane ;
- l'astronome Nasir al-Din al-Tusi, né en 1201 et mort en 1274 près de Bagdad, qui fut au service des Assassins à Alamut, puis à celui du prince mongol Hülegü à l'observatoire de Maragha ;
- Jabir ibn Hayyan ;
- Assadi Toussi ;
- Nizam al-Mulk ;
- Al-Ghazali ;
- Abū Naṣr ‘Abd Allāh ibn ‘Alī al-Sarrāj (IXe siècle), maître soufi ;
- Abu Bakr Al-Tusi (ar), juriste chaféite du XIe siècle.

- L'imam Abou Hamid al-Ghazali y est né en 1058 et il y est mort en 1111. Le calife abbasside Hâroun ar-Rachîd y mourut en 809 et y serait enterré[6].
- Abū ‘Alī al-Fadl b. Muhammad al-Fāramidhī, soufi du XIe siècle.